# Sännsjön
Sännsjön är en sjö i Östersunds kommun i Jämtland och ingår i Indalsälvens huvudavrinningsområde. Sjön har en area på 2,64 kvadratkilometer och ligger 277 meter över havet. Sjön avvattnas av vattendraget Sännån (Norån).

## Delavrinningsområde
Sännsjön ingår i det delavrinningsområde (701124-146774) som SMHI kallar för Utloppet av Sännsjön. Medelhöjden är 297 meter över havet och ytan är 19,12 kvadratkilometer. Räknas de 37 avrinningsområdena uppströms in blir den ackumulerade arean 393,62 kvadratkilometer. Sännån (Norån) som avvattnar avrinningsområdet har biflödesordning 2, vilket innebär att vattnet flödar genom totalt 2 vattendrag innan det når havet efter 183 kilometer. Avrinningsområdet består mestadels av skog (76 procent). Avrinningsområdet har 2,64 kvadratkilometer vattenytor vilket ger det en sjöprocent på 13,8 procent.